# Någon annanstans i Sverige
Någon annanstans i Sverige är en svensk-norsk-dansk dramakomedi från 2011 i regi av Kjell-Åke Andersson. I rollerna ses bland andra Helena Bergström, Magnus Roosmann och Peter Andersson.

## Om filmen
Inspelningen ägde rum mellan den 18 oktober och 2 december 2010 i Rosvik och Sikfors, båda belägna i Piteå kommun. Förlaga var romanen Någon annanstans i Sverige av Hans Gunnarsson (2007) och Gunnarsson skrev även filmens manus. Producenter var Peter Kropénin och Anna Björk och fotograf Philip Øgaard. Filmen klipptes av Kristofer Nordin och premiärvisades den 14 november 2011 på Stockholms filmfestival. Biopremiären ägde rum 16 december 2011 och 18 april 2012 utgavs filmen på DVD.
Bergström nominerades till en Guldbagge 2012 för "bästa kvinnliga biroll".

## Handling
Filmen utspelar sig på en väg någon annanstans i Sverige och handlar om några ordinära människor. Under en och samma natt händer en serie händelser och inget blir sig mera likt.

## Rollista
- Helena Bergström – Anneli
- Magnus Roosmann – Erik
- Peter Andersson – Ove
- Sussie Eriksson – Britta
- Mikael Persbrandt – Stefan
- Sofi Helleday – Sara
- Marie Richardson – Anki
- Jacob Nordenson – Roland
- Björn Bengtsson – Janne
- Jonas Inde	– Krille
- Björn Gustafson – Anders Eskilsson
- Gustav Levin – kommissarie
- Lars Lind – präst
- Mats Blomgren – Torbjörn
- Peter Lorentzon – Ralf
- Sten Ljunggren – Lennart
- Meg Westergren – Sonja
- Sara Arnia	– Ralfs mamma
- Catherine Parment – Monika
- Philip Öhman – Max
- Johanna Sulasalmi – Max tjej

## Mottagande
Filmen fick ett blandat mottagande och har medelbetyget 2,7/5 (baserat på 18 omdömen) på Kritiker.se, som sammanställer bland annat filmrecensioner. Mest positiva var Helsingborgs Dagblad och Sydsvenskan (båda gav 4/5 i betyg) och mest negativa Kommunalarbetaren och Kulturbloggen (båda 1/5).